# أبو يعلى الصوفي
أبو يعلى محمد بن الحسن بن الفضل بن العباس الصوفي (368هـ/978-979م - ؟؟؟) هو شاعر ورحالة عاش في القرن الرابع الهجري.

## سيرته
ولِدَ محمد بن الحسن بن الفضل بن العباس في سنة 368هـ، وكانت ولادته في مدينة البصرة، ولا يُعرَف الكثير عن سيرة حياته. تنقَّل أبو يعلى الصوفي بين العديد من البلدان، وتتلمذ لدى ابن أبي حديد الدمشقي، وأخذ منه على وجه الخصوص علوم الحديث، وارتبط أبو يعلى الصوفي بالشام كثيراً، قبل أن يغادرها إلى نيسابور في عام 421هـ، والتقى هناك بالثعالبي، ثُمَّ نزل في بغداد سنة 432هـ، ثُمَّ عاد إلى الشام، وانقطعت الروايات عنه بعد ذلك، ولا يُعرَف تاريخ وفاته. وكان إلى جانب كونه شاعراً مُتفنِّناً شيخاً من شيوخ الصوفية.